# 스칼렛 위치
스칼렛 위치(Scarlet Witch, 본명: 완다 막시모프, Wanda Maximoff)는 마블 코믹스의 슈퍼히어로 캐릭터이다. 공동 작가 스탠 리와 잭 커비가 창작했으며, 1964년 3월 언캐니 엑스맨 4호에서 처음으로 등장한다. 그녀는 매그니토의 딸이자, 퀵실버（스칼렛 위치는 퀵실버보다 30초 먼저 태어났다）의 쌍둥이 누나이고 폴라리스의 이복자매이다.
실버 에이지 시대에 처음으로 나온 후, 스칼렛 위치는 마블 작품속에서 60년간 나왔으며, 그녀의 남편 비전과 두 번의 셀프 리미티드 시리즈와 《어벤저스》의 정규 팀 멤버로서 출연하였다.
스칼렛 위치는 미국 만화 잡지사 위저드가 선정한 "가장 위대한 만화 인물 200위"에서 97위를 하였고 또 다른 만화 잡지사 코믹스 바이어스 가이드가 선정한 "만화에서 가장 섹시한 여성 100위"에서 14위를 차지하였다. 엘리자베스 올슨은 마블 스튜디오사의 영화 《캡틴 아메리카: 윈터 솔져》의 크레딧 중간 쿠키 영상에서 스칼렛 위치 역으로 연기하였고 마블 시네마틱 유니버스의 일부로서 개봉한 《어벤져스: 에이지 오브 울트론》에서 같은 역할로 재출연하였다.

## 담당 배우

### 영화
- 캡틴 아메리카: 윈터 솔져 (2014) - 엘리자베스 올슨 (카메오)
  - 어벤져스: 에이지 오브 울트론 (2015) - 엘리자베스 올슨
  - 캡틴 아메리카: 시빌 워 (2016) - 엘리자베스 올슨
  - 어벤져스: 인피니티 워 (2018) - 엘리자베스 올슨
  - 어벤져스: 엔드게임 (2019) - 엘리자베스 올슨
  - 닥터 스트레인지 인 멀티버스 오브 매드니스 (2022) - 엘리자베스 올슨

### 텔레비전
- 완다비전 (2021) - 엘리자베스 올슨